# Cinctorres (kommunhuvudort)
Cinctorres är en kommunhuvudort i Spanien.   Den ligger i provinsen Província de Castelló och regionen Valencia, i den östra delen av landet, 290 km öster om huvudstaden Madrid. Cinctorres ligger 911 meter över havet och antalet invånare är 512.
Terrängen runt Cinctorres är lite kuperad. Runt Cinctorres är det mycket glesbefolkat, med 6 invånare per kvadratkilometer. Närmaste större samhälle är Morella, 10,7 km öster om Cinctorres. 